# Jacinda Barrett

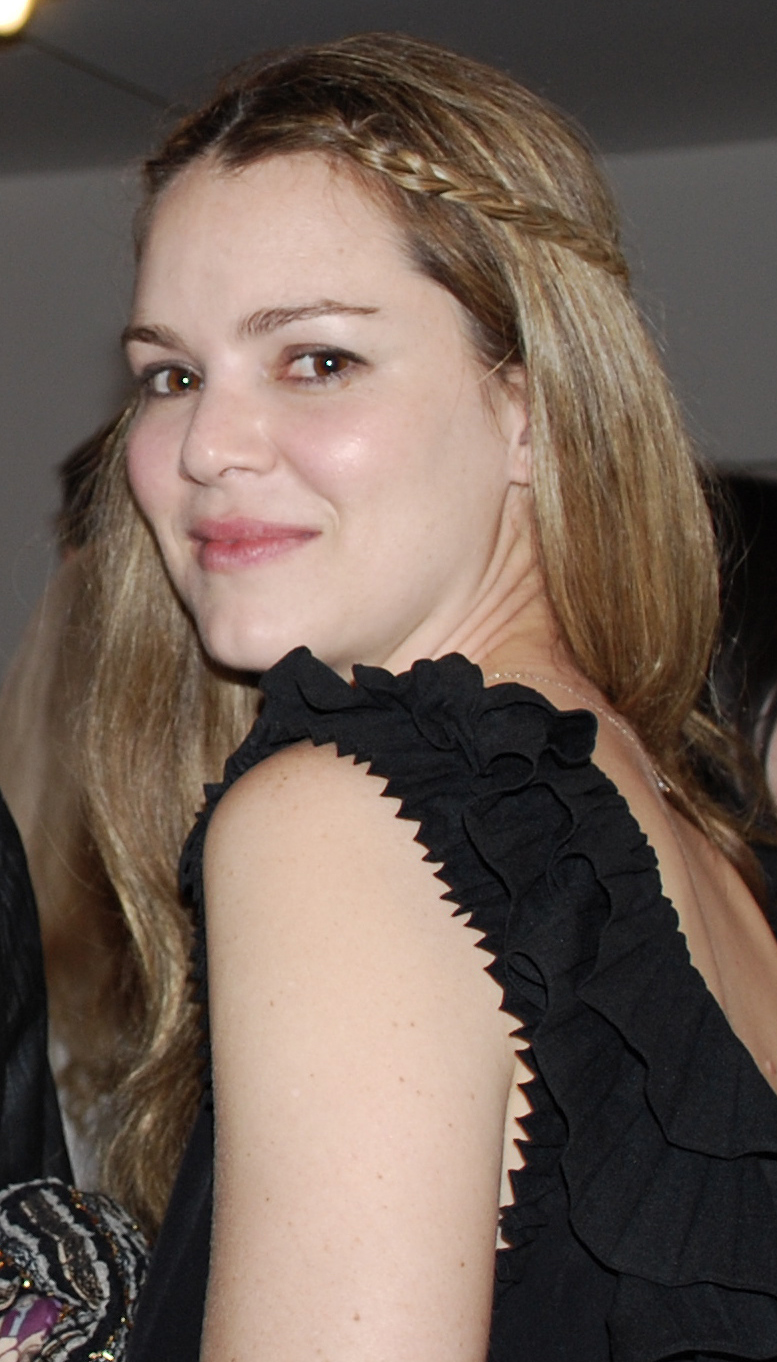
Jacinda Barrett (2009)

Jacinda Barrett (* 2. August 1972 in Brisbane, Queensland) ist eine australische Schauspielerin und ehemaliges Model.

## Leben und Karriere
Mit 17 Jahren startete Barrett ihre Modelkarriere in Europa. 1995 hatte sie ihren ersten Fernsehauftritt als Teilnehmerin bei MTVs Real Life: London. 1997 folgte der erste Kinoauftritt in Campfire Tales. Sie wirkte insgesamt an mehr als 30 Film- und Fernsehproduktionen mit. Von 2015 bis 2017 spielte sie in der Serie Bloodline mit.
Am 29. Dezember 2004 heiratete Barrett den Schauspielkollegen Gabriel Macht, mit dem sie eine Tochter (* 2007) und einen Sohn (* 2014) hat.
2007 war sie auf Grund ihres Mitwirkens in Der letzte Kuss für den AFI International Award des Australian Film Institute als Beste Darstellerin nominiert.
Barrett ist Vegetarierin und spricht sich für die Vorteile dieser Ernährungsform aus.

## Filmografie (Auswahl)
- 1995: Real World (MTV Reality Show)
- 1997: Campfire Tales
- 1998: Hercules (Hercules: The Legendary Journeys, Fernsehserie, Folge 4x11 Medea Culpa)
- 1998: Wind on Water (Fernsehserie, 4 Folgen)
- 1998: Art House
- 1999: Millennium – Fürchte deinen Nächsten wie Dich selbst (Millennium, Fernsehserie, Folge 3x11 Nichts als die Wahrheit)
- 1999: Zoe, Duncan, Jack & Jane (Fernsehserie, 3 Folgen)
- 1999: 24-Seven (Kurzfilm)
- 2000: D.C. (Fernsehserie, 7 Folgen)
- 2000: Bull (Fernsehserie, 4 Folgen)
- 2000: Düstere Legenden 2 (Urban Legends: Final Cut)
- 2001: Citizen Baines (Fernsehserie, 7 Folgen)
- 2003: Der menschliche Makel (The Human Stain)
- 2004: Im Feuer (Ladder 49)
- 2004: Bridget Jones – Am Rande des Wahnsinns (Bridget Jones: The Edge of Reason)
- 2005: Ripley Under Ground
- 2006: Poseidon
- 2006: Namesake – Zwei Welten, eine Reise (The Namesake)
- 2006: Der letzte Kuss (The Last Kiss)
- 2006: Der Date Profi (School for Scoundrels)
- 2008: New York, I Love You
- 2009: Middle Men
- 2010: Hoffnungslos glücklich – Jeder Tag ist ein Geschenk (Matching Jack)
- 2012–2013: Suits (Fernsehserie, 3 Folgen)
- 2013: Zero Hour (Fernsehserie, 11 Folgen)
- 2014: The Following (Fernsehserie, 3 Folgen)
- 2015–2017: Bloodline (Fernsehserie, 31 Folgen)
- 2016: So B. It
- 2018: Seven in Heaven
- 2021: Hide and Seek